# Linus et Boom
Linus et Boom (Conocido como Mi Amigo es un Gigante en Latinoamérica) es una serie de televisión francesa producida por France 3, Canal J, Timoon Animation y SamG y transmitida en France 3 en Francia y en Disney XD en Latinoamérica.

## Sinopsis
La Serie involucra a un joven de 12 años, llamado Linus, que un día encuentra a un extraterrestre, llamado Boom, y él junto a Boom y sus amigos protegerán a cualquier extraterrestre que este perdido en su ciudad, y sea perseguido por el SDC.

## Personajes
- Linus: es un chico de 12 años. Tiene por objetivo ayudar a todos los extreterrestres de su ciudad, Boom es su mejor amigo, junto a él y sus amigos protegen a los extraterrestres del SDC y los devuelven a su planeta.[2]

- Boom: es un extraterrestre de 93 años, gigante y de color rojo, que junto a Linus y sus amigos protegen a los extraterrestres del SDC y los devuelven a su planeta. Cuando esta en público adopta una apariencia humana, de un chico de 14 años.[2]

- Iris: es una chica de 12 años. Es inteligente y muy amable con sus amigos y los extraterrestres. Está enamorada de Linus, pero no lo admite. Ella ayuda a Boom y a Linus a proteger y devolver a su planeta a los extraterrestres.[2]

- Monroe: es un chico de 11 años. Es el cerebro del grupo. A él le encantan las matemáticas y la computación. Él ayuda a Boom y a Linus a proteger y devolver a su planeta a los extraterrestres.[2]

- Taki: es un chico de 13 años. Es el mecánico del grupo. A él no le importa mucho la escuela. Él ayuda a Boom y a Linus a proteger y devolver a su planeta a los extraterrestres.[2]

- Los Beebees: son unos pequeños extraterrestres que ayudan a Monroe a identificar a los extreterrestres y a Boom en situaciones de apuro.[2]

- Chase: es una agente del SDC. Su compañero es Sandborn. Es muy inteligente y su especialidad son las armas. Ella es una de las agentes que presiguen a Boom y a los demás extraterrestres.[2]

- Sanborn: es un agente del SDC. Su compañera es Chase. Es tonto y despistado. Su coeficiente intelectual es 0. Él es uno de los agentes que presiguen a Boom y a los demás extraterrestres.[2]

## Episodios
En construcción

## Doblaje de voz

### Hispanoamérica(Venezuela)
- Linus - Jesús Hernández
- Boom - Johnny Torres
- Iris - María José Estévez
- Monroe - Joel González
- Cornel - Paolo Campos
- Taki - Jesús Nuñez
- Sandborn - Rolman Bastidas
- Chase - Elena Díaz Toledo

Tema de apertura:
- Interpretado por: Luis Miguel Pérez

Créditos técnicos:
- Estudio de doblaje: Etcétera Group, Caracas, Venezuela